# Tom Leinster

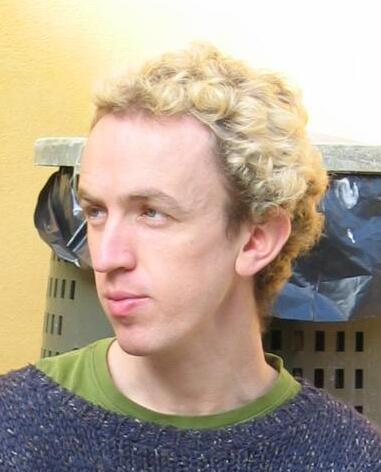
Tom Leinster

Thomas Stephen Hampden „Tom“ Leinster (* 1971) ist ein britischer Mathematiker und Hochschullehrer an der University of Edinburgh, der sich mit Kategorientheorie befasst.
Leinster wurde 2000 an der Universität Cambridge bei Martin Hyland promoviert (Operads in Higher-Dimensional Category Theory). Danach lehrte er in Glasgow und ist Professor an der Universität Edinburgh.
Er veröffentlichte Lehrbücher über Kategorientheorie und höhere Kategorien und Operaden. In den 2010er Jahren befasste er sich vor allem mit einer Verallgemeinerung der Euler-Charakteristik in der Kategorientheorie, der magnitude. Er betrachtete sie auch in metrischen Räumen mit Anwendung in der Biologie (Messung von Biodiversität).
Nach ihm sind Leinster-Gruppen benannt (endliche Gruppen, deren Ordnung gleich der Summe der Ordnungen ihrer normalen Untergruppen ist).
Für Rethinking Set Theory erhielt er für 2019 den Chauvenet-Preis.
Er ist ein häufiger Autor und Moderator des akademischen Gruppen-Blogs n-Theory-Café, wo Themen aus der Mathematik, den Wissenschaften und der Philosophie behandelt werden, oft aus Sicht der Kategorientheorie.
Mediale Aufmerksamkeit erhielt ein Artikel von Leinster im New Scientist, in welchem er dazu aufrief, dass Mathematiker aus ethischen Gründen nicht für Nachrichtendienste arbeiten sollten. Darüber berichteten im deutschsprachigen Raum unter anderem Der Spiegel und Zeit Online.

## Schriften (Auswahl)
- A Survey of Definitions of n-Category. In: arXiv:math. 25. Juli 2001, arxiv:math/0107188.
- Higher Operads, Higher Categories. In: arXiv:math. 2. Mai 2003, arxiv:math/0305049.
- Basic Category Theory. In: arXiv:math. 29. Dezember 2016, arxiv:1612.09375.
- Rethinking Set Theory. In: The American Mathematical Monthly. Band 121, Nr. 5, 1. Mai 2014, S. 403–415, doi:10.4169/amer.math.monthly.121.05.403, arxiv:1212.6543.
- mit Mark W. Meckes: The magnitude of a metric space: from category theory to geometric measure theory. In: Nicola Gigli (Hrsg.): Measure Theory in Non-Smooth Spaces. De Gruyter, 2017, ISBN 978-3-11-055083-2, doi:10.1515/9783110550832-005, arxiv:1606.00095.